# Supermercado en línea
Un supermercado en línea es un servicio de venta de productos de gran consumo que utiliza Internet como canal de venta y comunicación con sus clientes. Se trata por tanto de un comercio que ofrece a sus clientes a través de Internet los productos habituales de un supermercado, haciendo entrega en la casa del cliente de la compra hecha a través de la red. 
En España, el 61% de los consumidores busca información sobre productos en línea aunque sólo un 9% finalizan el proceso de compra a través del canal en línea. Teniendo en cuenta este 9%, el perfil mayoritario son mujeres (19,6%) mientras que sólo el 7,1% de los hombres hacen la compra del supermercado a través de Internet. En cuanto a la edad, el perfil que más compra en línea en el sector de la alimentación son las personas entre 35 y 49 años. Según las encuestas publicadas en los últimos meses, una de las principales motivaciones que lleva a realizar la compra en línea es la falta de tiempo, falta de compatibilidad de los horarios de trabajo, la comodidad y la facilidad para encontrar productos que no encuentra en el supermercado tradicional.

## Tipologías de supermercados en línea
- Pure player: son supermercados que tienen como único canal de venta su página web. Esto es, que no disponen de tiendas de calle. En España destaca Ulabox, un supermercado en línea de alcance nacional que integra y desarrolla las tiendas en línea de los principales fabricantes de productos de gran consumo como Unilever, Procter & Gamble, Bacardi, Nivea o Gallina Blanca, ofreciendo más de 12.000 productos al consumidor a través de su web, así como reparto de frescos en Madrid y Barcelona. También cabe mencionar otros supermercados como Tudespensa.com (reparto en Madrid), el desaparecido Alice[2] o DIA a través de Amazon Prime Now.[3]
- Comparadores de supermercados: son sitios web que agregan los productos y sus correspondientes precios que contienen diferentes supermercados tradicionales que cuentan con canal en línea y que ofrecen al consumidor una comparativa de precios de su carrito en los diferentes supermercados. De este tipo cabe mencionar a Soysuper y a El comprador.[4]
- Supermercado tradicional: empresas como las conocidas Alimerka, Mercadona, DIA, Carrefour, Alcampo, y tantas otras tantas, que ofrecen a sus clientes una web para que puedan realizar la compra en línea. Estas páginas web cuentan con la ventaja de tener detrás un gran grupo de distribución que las gestiona, si bien no son expertos en el canal en línea y se centran en el supermercado físico, por lo que su servicio en línea se ve perjudicado.[5]
- Los servicios que facilitan la compra en línea a través de una aplicación que, si bien no disponen de un almacén ni de stock, intermedian entre el comprador y el supermercado físico al posibilitar que un tercero, normalmente un autónomo o 'contractor' como los llaman en EE. UU., realice la compra en línea a través de la aplicación. Esta aplicación indica a este autónomo qué debe comprar y dónde debe comprarlo, para finalmente cargarlo en su coche y llevarlo al domicilio del cliente final. Estos servicios son especialmente populares en EE. UU. donde la densidad de población de los suburbios es más baja que en Europa y el número de tiendas de conveniencia también es menor. En España destacan Deliberry[6] y Lola Market.[7] En los últimos años este tipo de servicios se han visto en el ojo del huracán debido al abuso del concepto de economía colaborativa[8] llevado a cabo por las empresas que lo operan.
- Click & Drive: También han aparecido supermercados en línea en los que la compra se realiza delante de un ordenador, pero en lugar de recibir la compra en casa el cliente se desplaza hasta un punto, normalmente una zona del extrarradio, pegada a un supermercado de grandes dimensiones en el que aparcas, te cargan el coche con la compra, y te vas. En España hay varios comercios que ofrecen este servicio, como Carrefour o los supermercados Bon Preu.[9]
- Supermercado en línea robotizado: a diferencia del caso anterior, los supermercados en línea robotizados disponen de menos personal ya que parte de la preparación de las compras viene dada por sistemas basados en la mecanización y la robotización. Este es el caso de Ocado,[10] un supermercado en línea británico nacido en el 2000 y que basa su operación en almacenes robotizados. Lo parte negativa de este tipo de sistemas es que se necesita una inversión muy elevada para arrancar cada uno de sus almacenes o CFC, Customer Fulfillment Centers en inglés. El cuarto y último de sus CFCs, al sur de Londres y actualmente en construcción, está presupuestado en cerca de 300M de euros. Sin embargo, son estos almacenes los que permiten a Ocado trabajar a un ritmo de más de 250.000 compras en línea preparadas por semana.
- Supermercado en línea ecológico y sostenible (bio): es otro modelo de supermercado muy popular en estos momentos entre los consumidores que apuestan por una alimentación natural, ecológica, bio y sostenible. Otra de sus ventajas es que sus repartidores llevan la compra a casa y están experimentando un gran auge desde la época del Covid-19 ya que ofrecen seguridad, calidad y comodidad a sus clientes. Dentro de esta categoría entran Mercabio (enlace roto disponible en Internet Archive; véase el historial, la primera versión y la última)., Biosano, Planeta Huerto, TodoEcoOnline (enlace roto disponible en Internet Archive; véase el historial, la primera versión y la última). y Nozama.Green Archivado el 21 de mayo de 2020 en Wayback Machine., entre los más utilizados en la actualidad.

## El supermercado en el móvil
La irrupción de los teléfonos inteligentes en el día a día de todos los miembros de la familia ha encontrado también su papel protagonista para utilidades como hacer la compra del supermercado. No sólo han desarrollado aplicaciones móviles para que los clientes hagan la compra desde el móvil, sino también diseños específicos (diseños responsive) para crear una auténtica experiencia de compra para el cliente que decide aprovechar los ratos muertos para solucionar tareas domésticas como hacer la compra para el hogar.

## Funcionalidades
Entre las funcionalidades que ofrecen algunos de estos supermercados en línea están la selección de franjas horarias para la entrega de la compra, reparto en 24h desde la finalización de la compra o en una dependiendo del modelo de supermercado en línea al que se recurra, la apertura del pedido una vez procesado el pago, gastos de envío gratis a partir de un umbral de gasto, etc.